# Горнополска базилика
Горнополската базилика (на македонска литературна норма: Горнополска базилика) е раннохристиянска православна базилика, чиито руини са открити край охридското село Велмей, Северна Македония.

## Местоположение
Базиликата е разкрита в крепостта Горнополско градище, разположена на 1,5 km югоизточно от Велмей.

## Описание
Размерите на храма са 9,50 × 5,50 m.